# رضا رخشانی
رضا رخشانی (زاده ۱۲۹۷ – درگذشته ۱۳۸۲) بازیگر سینما اهل ایران بوده‌است. رخشانی در رودهن به خاک سپرده شده‌است.